# Honden
Un honden (本殿? "edificio principale") è l'area più sacra, il Sancta Sanctorum dei santuari shintoisti (jinja), del santuario dov'è riposta la statua o la reliquia rappresentante la divinità. Esso è generalmente chiuso al pubblico; i sacerdoti stessi entrano solo per officiare i riti più importanti.
Fisicamente, l'honden è situato nel cuore del complesso templare, collegato al resto dell'edificio, posto generalmente in zone rialzate, e protetto da recinzioni. Solitamente sembra un piccolo tempietto, completo di tetto spiovente, pareti e porte, che restano solitamente chiuse se non in occasione di un matsuri (festa).
Al centro dell'honden c'è il goshintai (御神体? "corpo del dio"), in cui si dice risieda il kami. Questo può essere una roccia, una statua (più comune nei santuari recenti) o uno specchio.
Occasionalmente, l'honden può essere dedicato a più kami.